# کلاینلوبمینگ
کلاینلوبمینگ (به آلمانی: Kleinlobming) یک منطقهٔ مسکونی در اتریش است که در مورتال واقع شده‌است. کلاینلوبمینگ ۴۷٫۱۲ کیلومتر مربع مساحت دارد ۷۵۹ متر بالاتر از سطح دریا واقع شده‌است.